# Turbina axial

Turborreactor de aviación. La turbina axial viene señalada con el número 5 junto al resto de componentes.

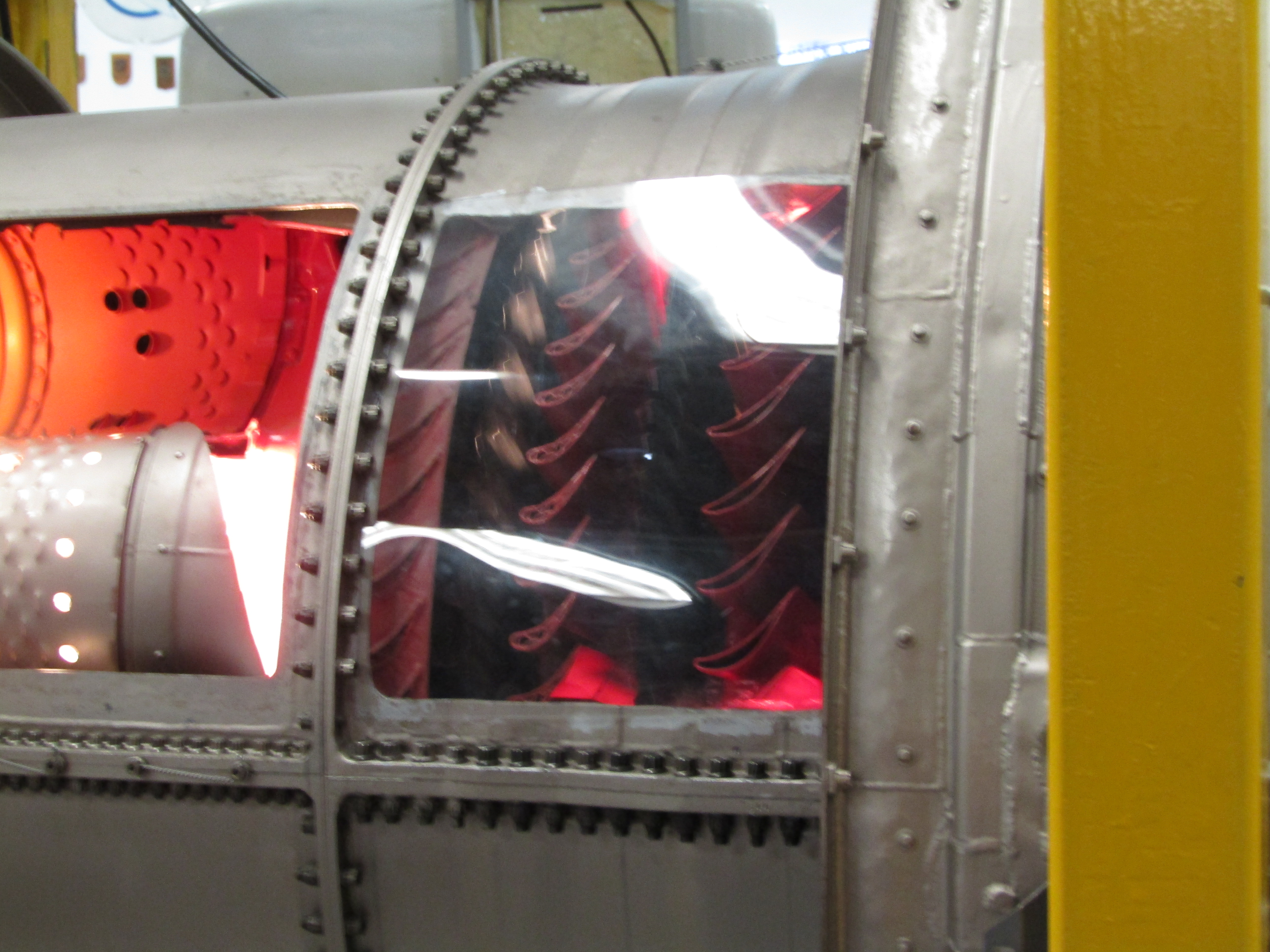
Vista de varias etapas con estator y rotor de una turbina axial dentro de un motor Turbofan de exposición.

Una turbina axial es un tipo de turbomáquina térmica en la que el flujo del fluido de trabajo es paralelo al eje de rotación, al contrario que las turbinas radiales, donde el fluido circula alrededor del eje como si se tratase de un molino hidráulico. Las turbinas axiales son el tipo de turbina más empleado cuando se trabaja con fluidos compresibles, y son las que dan energía a la mayoría de turbinas de gas -excepto en las de menores caballos de potencia siendo más eficientes que las de flujo radial en la mayor parte de rangos operacionales. Se pueden encontrar turbinas axiales en plantas térmicas, propulsión aérea, abastecimiento de calor, junto a turbocompresores en general, aeromodelismo, etc.

## Generalidades

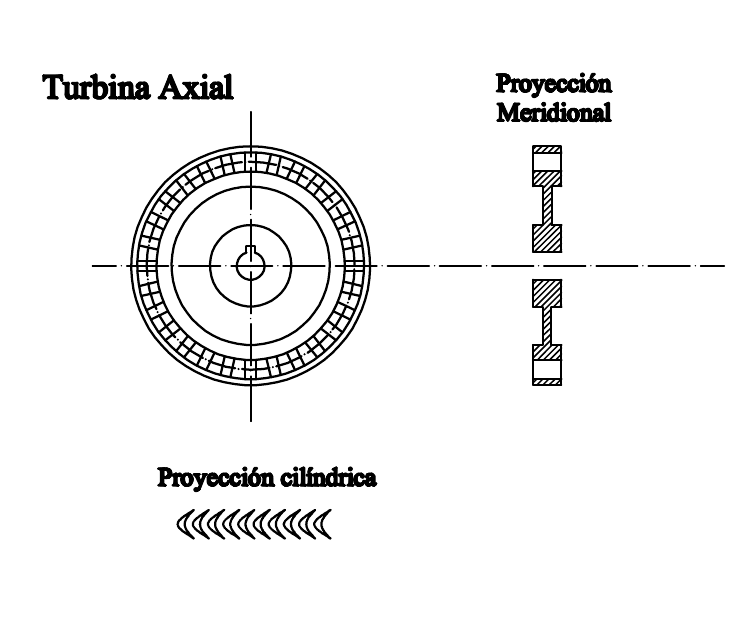
Imagen donde se puede observar la situación geométrica de los álabes. No se muestra la etapa completa que se mueven continuamente

La turbina axial posee unos álabes fijos que conforman el estator, y una serie de álabes móviles sobre el eje rotativo que forman el rotor. En el estator, el fluido se acelera, y al llegar al rotor, le transmite movimiento en forma de energía cinética.
La forma de operar de la turbina es en algunos aspectos similar, pero de forma opuesta, a la del compresor. Esto quiere decir que la energía se extrae desde el fluido y también debido a la caída de temperatura y presión a lo largo del componente. Habitualmente entre le 70 y el 80 por ciento del aumento de entalpía ocurrido en la cámara de combustión se emplea para mover la turbina y por tanto al compresor, mientras que el resto acaba generando propulsión en la tobera. Mientras que en los compresores axiales existe un gradiente de presión desfavorable que puede dar lugar a entrada en pérdida en los álabes, en la turbina la presión disminuye teniendo por tanto un gradiente de presión favorable. Así, elrendimiento de la turbina es normalmente mayor que el del compresor, además de que requiere un número menor de etapas que éste. La carga aerodinámica por etapa es mayor para la turbina, sin embargo la temperatura de entrada a la misma es extremadamente alta siendo la resistencia de los materiales que usan los álabes el primer factor límite en el diseño estructural.

## Geometría
Al igual que un compresor axial, la turbina se compone de una serie de etapas, extrayendo cada una de ellas energía al fluido. Una etapa se compone de un conjunto de álabes formando el rotor (anclado al eje rotativo) y otro formando el estator (anclado a la estructura/carcasa que contiene la turbina), siendo el rotor el que extrae la energía del fluido y el estator el que redirige el flujo para el siguiente rotor. Como se ha mencionado, el gas disminuye su presión al recorrer la turbina y por ello, el área que atraviesa el flujo debe aumentar, es decir, la altura de los álabes. Tras la etapa final se coloca un anillo de álabes fijos que preparan el flujo dependiendo si solo hay posteriormente una tobera o si se trata de un motor con postcombustión.
Si una etapa se "desenrollara" y se mirara desde arriba se verían las cascadas de álabes como se observa en la figura superior. Se le llama {\displaystyle U} a la velocidad lineal con la que se mueven los álabes del rotor, la cual se relaciona con la velocidad de rotación de la turbina {\displaystyle \omega } y el radio medio del pasaje {\displaystyle R}.
{\displaystyle U=R\omega }

### Áreas de paso entre álabes
Como se muestra en la figura, para una cascada de álabes de turbina, el área de salida es menor que el área de entrada. Por tanto, el conducto actúa como una tobera. Para comparar se muestra la geometría de dos álabes consecutivos de un compresor, donde se observa que el área de entrada es menor que la de salida, actuando como un difusor.

### Ángulo de ataque de los álabes
Teniendo en cuenta que la presión a la entrada de la turbina es mayor que a la salida, no ocurrirá separación de flujo debido a un gradiente adverso de presiones. De esta forma, en comparación con el compresor axial, se puede obtener mucha más expansión del flujo por etapa que compresión de forma análoga. En cada etapa se extrae mucha más energía, y se debe a que los álabes están más inclinados, creando más giro en el flujo incidente sin desprenderse la capa límite.

### Número de etapas
Siguiendo el razonamiento anterior, es claro que se necesitan menos etapas que en el compresor. Además, todo el trabajo que realiza la turbina se dirige exclusivamente a mover el compresor, mientras que éste tiene otras funciones dentro de un turbojet precisamente cuando estos giran en torno y luego se posicionan en forma.

### Espesor de los álabes
Los álabes de una turbina son más anchos que los del compresor, en primer lugar por cuestiones estructurales (mayor altura de los álabes requieren mayor rigidez), y en segundo lugar para dotar a los álabes de algún sistema de refrigeración.

### Envoltorio de álabes

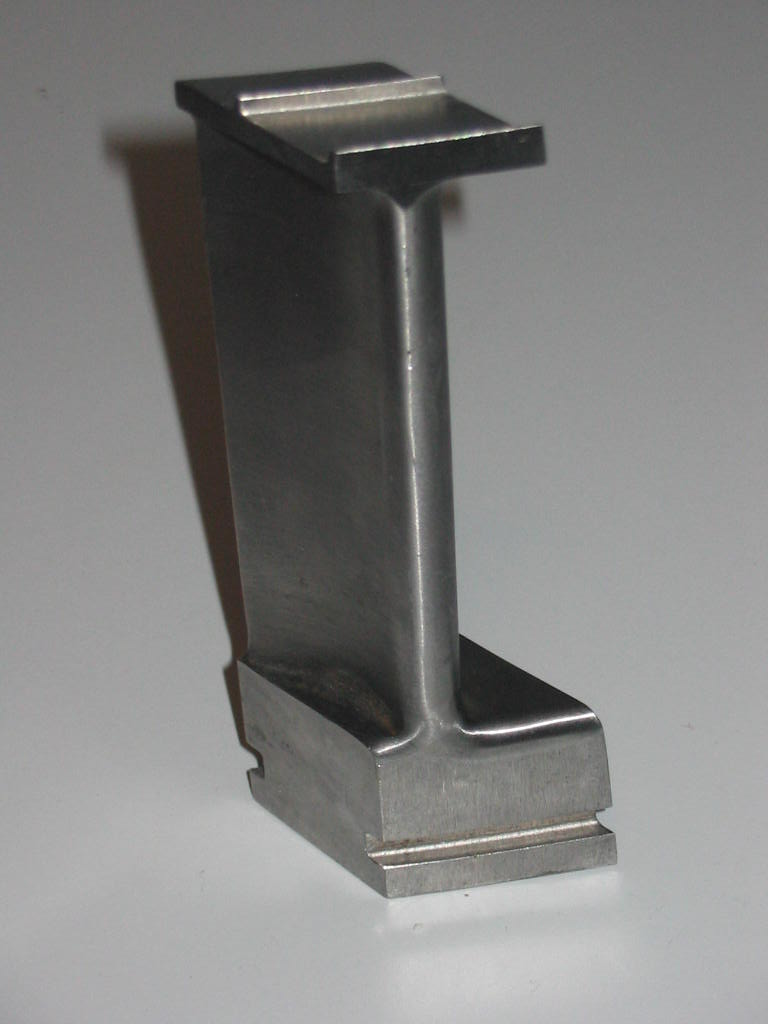
Álabe de una corona construida con "envoltorio".

Los envoltorios o "shrouds" son bandas circunferenciales formadas por extensiones en la estructura de los alabes situadas en los extremos, bloqueándolos de esta forma entre ellos. Esta forma de protección se utiliza en turbinas por varias razones. En primer lugar debido a las altas temperaturas de operación, los álabes se debilitan y por tanto necesitan de un refuerzo para no romperse con presencia de grandes fuerzas de forma estacionaria resultantes del desvío del flujo. Por otra parte como se ha dicho anteriormente, los álabes son más grandes que los de un compresor, y con las fuertes cargas que soportan en la turbina, necesitan estos envoltorios para aumentar su rigidez estructural. También ha de tenerse en cuenta las grandes vibraciones a las que son sometidos los álabes por lo que las coronas de protección son indispensables para que no lleguen al fallo mecánico por este motivo. Otro motivo importante es la fuga de flujo que puede ocurrir de forma radial, es decir, flujo que rebordearía la punta del álabe pasando de la zona de presión a la zona de succión, similar a lo que ocurre con los vórtices de punta de ala en los aviones.

## Escalonamientos en turbinas axiales

### Triángulo de velocidades
En la figura siguiente se ha representado un escalonamiento genérico de una turbina, con los triángulos de velocidades de entrada y salida del rotor y el diagrama correspondiente que se obtiene uniendo ambos triángulos por su base. La componente axial de la velocidad {\displaystyle C_{x}} condiciona fuertemente, según la ecuación de continuidad, la sección de paso del flujo y por tanto, a través del diámetro medio del rotor, la altura del álabe. Lo normal es que la velocidad axial se mantenga dentro del mismo escalonamiento. Se llama escalonamiento de repetición cuando la velocidad de entrada al estator coincide, en magnitud y dirección con la de salida del rotor, cumpliéndose que {\displaystyle \alpha _{0}=\alpha _{3}}y {\displaystyle {\overrightarrow {c}}_{0}={\overrightarrow {c}}_{3}}.

### Coeficiente de flujo
{\displaystyle \phi ={\frac {C_{x}}{U}}}

### Coeficiente de carga
{\displaystyle \psi ={\frac {\Delta w}{U^{2}}}={\frac {C_{y2}+C_{y3}}{U}}}

### Grado de reacción
El grado de reacción relaciona la caída de entalpía estática en el rotor con la caída de entalpía estática en la etapa.
{\displaystyle R={\frac {h_{2}-h_{3}}{h_{1}-h_{3}}}}
Mediante el grado de reacción se clasifican diversos tipos de turbina:
- Turbinas de acción con presión constante en el rotor {\displaystyle R<0}
- Turbinas de acción con entalpía constante en el rotor {\displaystyle R=0}
- Turbinas de reacción, con {\displaystyle R=0,5}
- Turbinas de reacción pura, con {\displaystyle R=1}

De las ecuaciones fundamentales y los triángulos se pueden obtener las siguientes expresiones:
{\displaystyle R={\frac {C_{x}}{2U}}(\tan \beta _{3}-\tan \beta _{2})}
{\displaystyle R=1+{\frac {C_{x}}{2U}}(\tan \alpha _{3}-\tan \alpha _{2})}
{\displaystyle R={\frac {1}{2}}+{\frac {C_{x}}{2U}}(\tan \beta _{3}-\tan \alpha _{2})={\frac {1}{2}}+{\frac {W_{y3}-C_{y2}}{2U}}}
De la última expresión se observa que cuando el grado de reacción es {\displaystyle R=0,5} los triángulos de velocidades son simétricos, facilitando bastante los cálculos de cara al diseño de escalonamientos.